# Rihaakuru
Rihaakuru é uma pasta de peixe tradicional das Maldivas, um subproduto da preparação do “peixe-das-maldivas”, ou seja, atum cozido e seco, importante na culinária do Sri Lanka. O caldo em que cozeu o atum, junto com pequenos pedaços que não podiam ser secos, é deixado a ferver até formar uma pasta, que é consumida principalmente com arroz. Uma análise laboratorial deste produto mostrou que ele é rico em ácidos gordos omega-3 e em proteínas (56-59%).